# 크로소소마과
크로소소마과는 작은 속씨식물과의 일종이다. 관목으로 이루어진 3개의 속을 포함하고 있으며, 미국 남서부와 멕시코 지역의 건조 지대에서만 발견된다.

## 하위 속
- Apacheria
- 크로소소마속 (Crossosoma)
- Glossopetalon